# Johannes Bündgens
Johannes Bündgens, né le 2 avril 1956 à Eschweiler (Rhénanie-du-Nord-Westphalie, Allemagne), est un prélat catholique allemand, ancien évêque auxiliaire d'Aix-la-Chapelle de 2006 à 2022.

## Biographie

### Formation
Après des études en sciences naturelles au Gymnasium d'Eschweiler, il étudie, à partir de 1974, la théologie et la philosophie catholique à l'Université pontificale grégorienne de Rome. Il est ordonné diacre le 24 mars 1979, puis le 10 octobre 1980, il est ordonné prêtre à Rome par le cardinal Joseph Schröffer.
De 1981 à 1985, il est aumônier de Saint-Corneille à Viersen-Dülken mais est libéré de sa charge en novembre 1985, dans le but de poursuivre ses études à l'Université grégorienne, dont il sort diplômé en mai 1990 d'un doctorat en théologie.

### Ministères
Après avoir terminé ses études, il travaille comme chef des membres du personnel et du département de formation et comme vicaire général à Aix-la-Chapelle. Parallèlement, il était exerce la charge de subsidiaire Aix-la-Chapelle et à Stolberg-Kornelimünster-Venwegen.
Le 1er octobre 1992, Klaus Hemmerle (de) le nomme directeur spirituel du Collegium Leoninum (de) et de la maison Saint-Paul de Bonn.
En 2002, Heinrich Mussinghoff le nomme curé de quatre paroisses dans la ville de Heimbach. Il appartient également au groupe préparatoire diocésain pour la béatification de Heinrich Hahn (de).

### Épiscopat
Le 15 mars 2006, il est nommé évêque titulaire d'Árd Carna (de) et évêque auxiliaire d'Aix-la-Chapelle par le Pape Benoît XVI. Le 20 mai 2006, il reçoit sa consécration épiscopale de Heinrich Mussinghoff, assisté d'Gerd Dicke (de) et Karl Borsch, en la cathédrale d'Aix. Il choisit alors comme devise « Le grand secret - l'Église » issu de l'épître aux Éphésiens (Eph 5,32 UE).
Depuis le 20 mai 2006, il est également nommé chanoine du chapitre de la cathédrale d'Aix. Le 1er juin suivant, il devient président de la branche diocésaine de l'association Caritas.
À la suite d'accusations d'abus de confiance, il se met en retrait de ses fonctions épiscopales en décembre 2019. En juillet 2021, il est condamné à une peine de prison de 9 mois avec sursis et une amende de 5000 €. 
À la suite de cela, il présente sa démission en octobre 2022, qui sera acceptée par le pape le 8 novembre 2022.